# توماس بال
توماس بال (2 أغسطس 1865 في نيوزيلندا - 17 سبتمبر 1953) (بالإنجليزية: Thomas Ball)‏ هو لاعب كريكت نيوزلندي.

## وصلات خارجية
- توماس بال على موقع إي آس بي آن كريك إنفو (الإنجليزية)